# U-269
U-269 — средняя немецкая подводная лодка типа VIIC времён Второй мировой войны.

## История
Заказ на постройку субмарины был отдан 20 января 1941 года. Лодка была заложена 18 сентября 1941 года на верфи Бремен-Вулкан под строительным номером 34, спущена на воду 24 июня 1942 года. Лодка вошла в строй 19 августа 1942 года под командованием обер-лейтенанта Карла-Генриха Харлфингера.

### Командиры
- 19 августа 1942 года — 29 апреля 1943 года обер-лейтенант цур зее Карл-Генрих Харлфингер
- июнь — 4 сентября 1943 года обер-лейтенант цур зее Отто Хансен
- 5 сентября 1943 года — 21 марта 1944 года капитан-лейтенант Карл-Генрих Харлфингер
- 6 апреля — 25 июня 1944 года обер-лейтенант цур зее Георг Уль

### Флотилии
- 19 августа 1942 года — 31 марта 1943 года — 8-я флотилия (учебная)
- 1 апреля — 31 октября 1943 года — 11-я флотилия
- 1 ноября 1943 года — 25 июня 1944 года — 6-я флотилия

### История службы
Лодка совершила 5 боевых походов, успехов не достигла. Потоплена 25 июня 1944 года в Ла-Манше, в районе с координатами 50°01′ с. ш. 02°59′ з. д. глубинными бомбами с британского фрегата HMS Bickerton. 13 человек погибли, 39 членов экипажа спаслись.

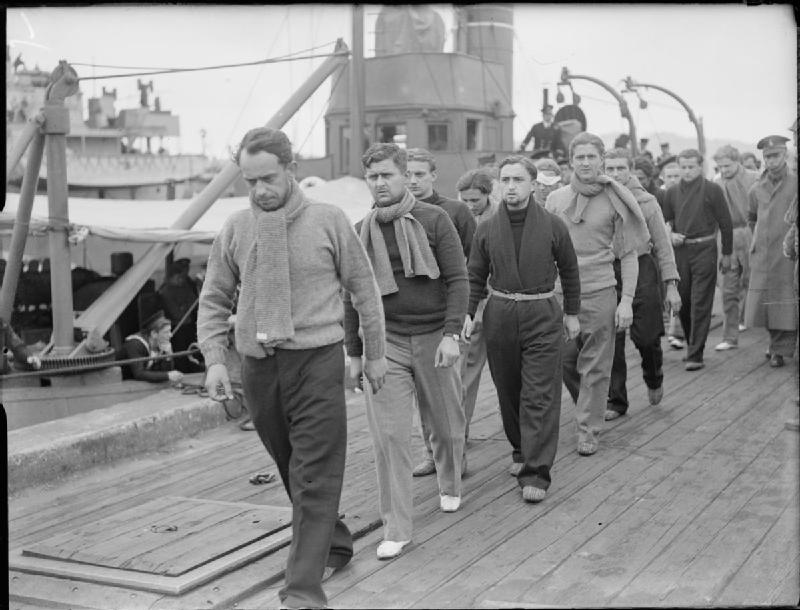
Пленённый экипаж U-269 в порту Плимута 25 июня 1944 года

Остов U-269 был случайно обнаружен в 1951 году во время поисков британской подводной лодки HMS Affray, затонувшей со всем экипажем 16 апреля 1951 года в результате поломки шноркеля.

### Атаки на лодку
- 1 декабря 1943 года в результате атаки противолодочных сил лодка получила серьёзные повреждения и начала возвращение на базу. Примерно через две недели она прибыла в Сен-Назер.